# Puente de Vacas
Puente de Vacas är en ort i Mexiko.   Den ligger i kommunen Hidalgo och delstaten Michoacán de Ocampo, i den södra delen av landet, 160 km väster om huvudstaden Mexico City. Puente de Vacas ligger 2 479 meter över havet och antalet invånare är 146.
Terrängen runt Puente de Vacas är lite bergig. Runt Puente de Vacas är det ganska tätbefolkat, med 90 invånare per kvadratkilometer. Närmaste större samhälle är Ciudad Hidalgo, 19,5 km norr om Puente de Vacas. I omgivningarna runt Puente de Vacas växer i huvudsak blandskog.